# Garcinia kingaensis
Garcinia kingaensis är en tvåhjärtbladig växtart som beskrevs av Adolf Engler. Garcinia kingaensis ingår i släktet Garcinia och familjen Clusiaceae. Inga underarter finns listade i Catalogue of Life.